# Hygroamblystegium chalarocladum
Hygroamblystegium chalarocladum là một loài Rêu trong họ Amblystegiaceae. Loài này được (Müll. Hal.) Reimers mô tả khoa học đầu tiên năm 1926.